# Lituanica
Il Lituanica era un aereo Bellanca CH-300 Pacemaker che volò dagli Stati Uniti attraverso l'Oceano Atlantico guidato dai piloti lituano-americani Steponas Darius e Stasys Girėnas nel 1933. Dopo aver volato con successo per 6.411 km, si è schiantato, a causa di circostanze indeterminate, a 650 km dalla sua destinazione, Kaunas in Lituania.

## L'aereo
Il 18 giugno 1932 i piloti acquistarono il velivolo Pacemaker, numero di serie 137, registrato come NC-688E, dalla società Pal-Waukee per 3.200 dollari. Prodotto e messo in commercio per la prima volta nel 1929, furono costruiti quaranta unità del CH-300 Pacemaker. Era un monomotore a sei posti, monoplano ad ala alta. La fusoliera fu saldata con tubi d'acciaio cromo-molibdeno rivestito in tessuto. L'interno della cabina fu coperto con un materiale fonoassorbente. La fusoliera aveva vetri laterali e superiori, con porte su entrambi i lati. Le ali erano in legno, con due alberi, anche questi rivestiti in tessuto. I longheroni e le costole erano composte da strisce di abete e compensato. Le ali avevano due serbatoi di benzina con una capacità totale di 333 litri. I montanti alari erano 2/3 in legno, 1/3 in acciaio (le ali), con nervature d'acciaio aero-dinamiche, rivestite in tessuto, dando ulteriori 4,4 m² alla superficie di sollevamento. I piani di coda erano stati costruiti con tubi di acciaio saldati. Lo stabilizzatore orizzontale era di strisce di abete rosso e compensato, con angolazione regolabile in volo. Il carrello di atterraggio era una barra d'acciaio curvo con sospensione in gomma. Le ruote avevano dimensioni di 762 x 127 mm. Il motore era un Wright J6, radiale, raffreddato ad aria, 9 cilindri, 300 CV (225 kW). I fondi per l'impresa furono raccolti da numerosi club lituani ed organizzazioni, tra cui manifestazioni aeree.
Il 20 gennaio 1933, il velivolo è stato spostato in EM workshop Laird a 5321 W. 65 St. nella zona industriale Clearing District a Chicago, dove è stata ricostruito e reso idoneo per il volo transatlantico. Furono costruite nuove ali allungate, con due serbatoi di benzina aggiuntivi installati nella fusoliera, con capacità tra i 757 e i 700 litri, tutte dotate di valvole di scarico di emergenza. Sotto il sedile del pilota venne aggiunto un serbatoio dell'olio da 95 litri con 12 tubi di raffreddamento. Fu costruito uno stabilizzatore orizzontale più lungo, installati copriruota aerodinamici e la fusoliera ricevette una nuova copertura in tessuto. Venne installato un nuovo motore Wright Whirlwind J6-9E, ser. N ° 12733, di compressione più elevata, da 365 CV (272 kW) e dotato di Anello Townend. Il 29 marzo 1933 la ricostruzione era completa, il numero di registrazione venne cambiato in NR-688E e l'aereo dipinto arancione. Furono inoltre dipinti su entrambi i lati della fusoliera i nomi degli sponsor. Il velivolo fu soprannominato "Lituanica" (Lituania in latino).

## I piloti
Darius e Girėnas erano piloti lituani, emigrati negli Stati Uniti, che hanno fatto un volo significativo nella storia dell'aviazione mondiale. Il 15 luglio 1933 volarono attraverso l'Oceano Atlantico, coprendo una distanza di 6.411 chilometri senza atterrare, in 37 ore e 11 minuti. Per quanto riguarda la distanza di voli non-stop il loro risultato è al secondo posto solo dopo l'impresa di Russell Boardman e John Polando, e al momento al quarto posto riguardo alla durata di volo. Anche se Darius e Girenas non avevano apparati di navigazione e affrontarono il volo in condizioni meteorologiche sfavorevoli, il volo è stato uno dei più precisi nella storia dell'aviazione. È pari, e in alcuni aspetti lo ha superato, al volo classico di Charles Lindbergh. Il Lituanica ha inoltre effettuato la prima spedizione translatlantica di posta aerea della storia.

## Il volo

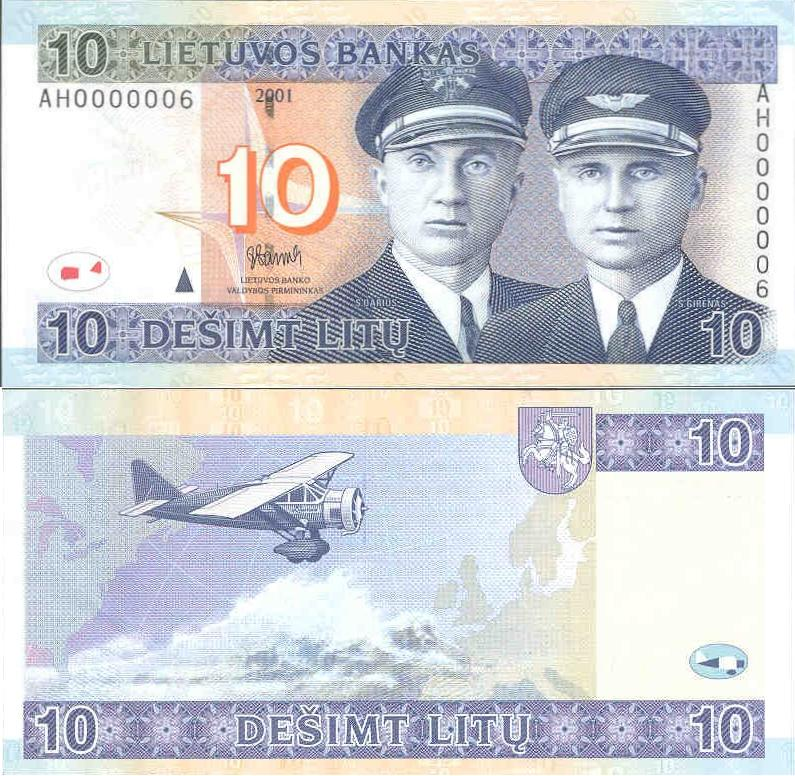
Banconota da 10 Litas con i due piloti e l'immagine del volo

Un aereo ordinario non modificato di queste dimensioni non può coprire una distanza paragonabile ancora oggi (il Cessna 152, per esempio, ha una autonomia di 1200 km). Il volo è stato importante anche dal punto di vista scientifico e tecnologico, in quanto ha esplorato flussi d'aria e le capacità di questo tipo di aeromobile. Nella loro ultima lettera, i piloti scrissero che sia un volo di successo o una possibile catastrofe sarebbero stati utili e significativi e, quindi, vale la pena di volare in entrambi i casi.
Dopo il decollo da Floyd Bennett Field di New York il 15 luglio 1933, 6:24 AM EDT, Darius e Girėnas attraversarono con successo l'Atlantico, per poi morire il 17 luglio, 00:36 (Ora di Berlino) dal villaggio di Kuhdamm (Pszczelnik), nei pressi di Soldin, Germania (ora Pszczelnik, nei pressi di Myślibórz, Polonia) (52° 51' 11,57" N 14° 50' 17,78" E). Il tracciato era: New York - Terranova - Oceano Atlantico - Irlanda - Londra - Amsterdam - Swinemünde - Königsberg - aeroporto di Kaunas (per un totale di 7.186 km). A causa di cattive condizioni meteorologiche in Irlanda, virarono verso nord e arrivarono in Germania passando per la Scozia e il Mare del Nord. In 37 ore e 11 minuti, fino al momento dello schianto, avevano volato 6411 km (più di 7000 km il percorso di volo effettivo), a soli 650 km dal loro obiettivo, Kaunas.

## Possibili cause dell'incidente
Fu nominata una commissione lituana per determinare la causa. Essa concluse che i piloti erano adeguatamente qualificati, e l'aereo era rifornito adeguatamente. Inoltre scoprirono che la parte più difficile del volo fu eseguita con grande precisione. La commissione ha concluso che durante l'incidente aereo il motore era in funzione, e c'era abbastanza carburante a bordo. Alcune fonti menzionano un errore del pilota, ma entrambi i piloti erano di grande esperienza. Durante la sua carriera come pilota, Darius non era mai stato coinvolto in nessun incidente. Nel 1931, Girėnas aveva vinto il primo premio in un festival aereo a Chicago per aver fatto atterrare il suo aereo con un motore guasto.
Secondo la commissione, la catastrofe si è verificata a causa di condizioni atmosferiche difficili combinate con difetti del motore. L'incidente probabilmente è stato il risultato di un atterraggio di emergenza fallito. Ci furono voci e sospetti che l'aereo fosse stato abbattuto, dopo essere stato scambiato per un aereo spia, perché volava nei pressi di un campo di concentramento. Le autopsie dei piloti non hanno rivelato segni di eventuali proiettili. Tuttavia, non tutte le parti del velivolo sono stati restituiti al governo lituano.